# 三芥酸甘油酯
三芥酸甘油脂（英語：glycerol trierucate），又稱三芥精是一種酯類有機化合物，其化學式為C69H128O6，由一個甘油（即丙三醇）和三個芥酸所組成。為羅倫佐的油主要成分之一，且是羅倫佐的油主要成分中分子量最大的酯類物質。
值得注意的是，高純度之三芥酸甘油脂必須保存於攝氏-20度的環境，以免變質。

## 用途
三芥酸甘油脂與三油酸甘油酯4:1比例混合後，可制得羅倫佐的油（Lorenzo's oil），這種油可用在腎上腺腦白質失養症（adrenoleukodystrophy, ALD）的預防性治療上。第一個有成效的治療按例是羅倫佐·奧登，較醫師預估的壽命多活22年。